# Темплсмит, Бен
Бен Темплсит (англ. Ben Templesmith) — австралийский художник. Получил известность за свою работу в американской комикс-индустрии, в первую очередь, в компаниях IDW Publishing и Image Comics.

## Карьера
В IDW Publishing Бен Работал с писателем Стивом Найлсом над серией комиксов под названием «30 дней ночи», в 2007 году по комиксу вышел фильм «30 дней ночи». В Image Comics сотрудничает с писателем Уорреном Эллисом, они работают над серией комиксов Fell. С 2005 по 2008 годы несколько раз номинировался на премию Айснера. Также он создаёт обложки для книг, плакаты, карточки и концепты для кино. В настоящее время Темплсмит сотрудничает с британским писателем комиксов Беном Мак-Кулом, они работают над комиксом Choker для Image Comics.